# Municipio de Mount Airy
El municipio de Mount Airy (en inglés: Mount Airy Township) es un municipio ubicado en el  condado de Surry en el estado estadounidense de Carolina del Norte. En el año 2010 tenía una población de 24.334 habitantes.

## Geografía
El municipio de Mount Airy se encuentra ubicado en las coordenadas 36°29′57.48″N 80°36′32.23″O / 36.4993000, -80.6089528.